# Noelle Quinn
Noelle Quinn (* 3. Januar 1985 in Los Angeles, Kalifornien, Vereinigte Staaten; von der FIBA als Noel Quinn geführt) ist eine ehemalige professionelle US-amerikanisch-bulgarische Basketball-Spielerin und jetzige -Trainerin. 2016 spielte sie für die Seattle Storm in der Women’s National Basketball Association und beim italienischen Team DIKE Neapel. Seit der Saison 2021 ist sie Head Coach der Seattle Storm.

## Karriere

### College
Noelle Quinn spielte bis 2007 für das Damen-Basketballteam der University of California in Los Angeles.

### Women’s National Basketball Association
Noelle Quinn wurde im WNBA Draft 2007 von den Minnesota Lynx an der vierten Stelle ausgewählt. Noch am selben Tag wurde Lindsey Harding, die im WNBA Draft 2007 an der ersten Stelle ausgewählt wurde, zu den Lynx transferiert. Durch diesen Transfer bekam Quinn in der Saison 2007 nicht viel Spielzeit, da Harding auf derselben Position spielt wie Quinn. Erst als Harding in der Saison wegen einer Verletzung für längere Zeit pausieren musste, spielte sie von Beginn an und bekam dadurch auch mehr Spielzeit. Quinn spielte in dieser Zeit sehr stark und stellte im letzten Spiel der Saison mit 14 Assists einen neuen Franchise-Rekord auf. Quinn konnte sich durch diese starke Leistungen auch den Platz in der Startformation in der Saison 2008 gegenüber Harding sichern. Vor der Saison 2009 wechselte sie zum Team der Los Angeles Sparks. In dieser Saison erreicht Quinn mit ihrem Team die Conference Finals, die aber knapp verloren wurden. Nachdem sie in der ersten Saison dort meist als Einwechselspielerin zum Einsatz gekommen war, stand sie im Jahr 2010 in allen 34 Saisonspielen in der Startformation der Sparks. In dieser Saison stellte Quinn viele persönliche Bestleistungen auf, die sie auch im weiteren Verlauf ihrer Karriere meist nicht mehr verbessern konnte. Schon in der Saison 2011 gingen die meisten statistischen Werte von ihr zurück. Die Spielzeit 2012 bestritt sie für das Team der Washington Mystics. Vor der Saison 2013 wechselte sie zum Team der Seattle Storm. Auch in den beiden Saisons in Seattle nahmen ihre Spielanteile weiter ab. Die Spielzeit 2015 bestritt sie für das Team der Phoenix Mercury. Hier stand sie nur noch in einem Saisonspiel in der Startformation, aber gemeinsam mit dem Team konnte sie zum zweiten Mal in ihrer WNBA-Karriere die Conference Finals erreichen. Nachdem zu Beginn der Saison 2016 noch für Phoenix spielte, wechselt sie im Rahmen eines Trades im Saisonverlauf wieder zum Team der Seattle Storm. 2016 war für Quinn das erste Jahr in der WNBA ohne einen Einsatz in der Startformation.

### Europa
In der Saisonpause der WNBA spielt Quinn wie viele WNBA-Spielerinnen regelmäßig in Europa. Seit dem Jahr 2008 stand sie dabei für Teams aus Litauen, Russland, Türkei, Frankreich, Tschechien und Italien auf dem Platz. Zuletzt spielte sie in der Saison 2015/16 sie für den italienischen Verein DIKE Neapel.

### Nationalmannschaft
Nachdem sie in der US-Nationalmannschaft nicht berücksichtigt worden war, nahm sie das Angebot des bulgarischen Verbandes an und spielt seit 2009 für das bulgarische Nationalteam. Ihren ersten Einsatz für Bulgarien hatte sie in der Qualifikation zur Basketball-Europameisterschaft der Damen 2009.